# Crocus vitellinus
Crocus vitellinus är en irisväxtart som beskrevs av Göran Wahlenberg. Crocus vitellinus ingår i släktet krokusar, och familjen irisväxter. Inga underarter finns listade i Catalogue of Life.